# 雷伯龍
雷伯龍（1928年—），出生於陝西銅川华原县（今耀州区），1980年代台灣股市聞人，綽號「老雷」、「雨田」，人稱「雨田大戶」。初與「草頭大戶」蔡老五齊名，後與沈慶京（威京小沈）、邱明宗（榮安邱）、游淮銀（阿不拉）號稱台股四大天王。西北大學政治系肄業，海軍官校40年班畢業，公費赴美國海軍研究所研習。
或許是出身軍人「很愛國」的緣故，雷伯龍堅持在股票市場做多，他絕不容股價發生重挫情況，並且在重要的節日（如中華民國雙十國慶、元旦）前夕定要把股價拉至紅盤作收才滿意。經常不顧行情走勢，硬是逆勢作價的操盤風格，為他贏來「愛國大戶」、「多頭總司令」的封號。

## 臺灣證券史上影響最大的違約大戶
1987年大信事件
當時雷伯龍為中紡、華隆與新纖的主力作手，他發現他的合作券商大信證券的老闆葉輝背地裡大量盜賣他寄存的股票與自己放空對作。因此轉在大信證券大量進出股票後，故意不屢行交割義務補足券款，逼使大信證券自行吞下其委託代購的股票，造成大信證券爆發有史以來最大宗的違約交割案。
1993年全面違約交割事件
台灣股市自1990年的萬點崩盤後，雷伯龍的實力已大為減弱。當時他一次拉抬十多檔股票，如厚生集團、寶成建設、華國大飯店、欣欣大眾等，資金不足的他，四處向金主調錢做股票，其中最大的資金來源是華隆集團老闆翁大銘。但翁大銘在「國華事件（華隆案）」中突然遭到羈押，雷伯龍頓失金主調度資金而周轉不靈，無法屢行交割義務，再一次釀成股市裡重大違約交割案。除株連數十家證券公司外，上市公司負責人如厚生集團老闆徐正冠、四大金釵之一的超級營業員張淑華等人都被牽扯其中。

## 迷信「危機入市」信念與「高度融資操作」的失敗者
與游淮銀著名的「越高越賣」操股策略相比，雷伯龍著名的是其「越低越買」的「危機入市」原則。
1971年開始，雷伯龍進軍股市。他奉行「越低越買」的危機入市原則，多次在市場信心低落、股市受政治危機影響的情況下進場買入，事後股市利空出盡開始大漲時，獲得巨額利潤。但也就是他奉行危機入市的原則每次都能為其帶來豐厚獲利，導致他迷信「絕不會有公司倒閉下市」的錯誤觀念，他並無意識到台灣的投資市場在1990年代時已有所轉變（企業主已不把永續經營當成目標），「越是危機就越買越多」直至股票下市變廢紙。再加上其過度運用融資進行財務槓桿操作，導致晚期一遇股票崩跌便屢屢慘遭斷頭處份而賠光所有資金。
1993年全面違約交割事件後，失去所有財力的雷伯龍便以投顧老師之身份為部分上市公司操盤。2005年，報載其疑似患有失智症，離台赴美投靠親人。

## 相關新聞
- 財訊302期／「愛國大戶」雷伯龍音訊幾無[永久]